# Senado de Barbados
El Senado de Barbados es la cámara alta del bicameral Parlamento de Barbados. El Senado recibe legitimidad por el Capítulo V de la Constitución de Barbados. Es la más pequeña de las dos cámaras. El Senado se estableció en 1964 para reemplazar un organismo anterior conocido como el Consejo Legislativo. Además de crear y revisar la legislación de Barbados, el Senado generalmente revisa la legislación aprobada que se origina en la Cámara de la Asamblea (Cámara Baja). Una de las principales limitaciones del Senado es que no puede redactar proyectos de ley monetarios o relacionados con el presupuesto. La mayoría de los designados no políticos para el Senado han sido seleccionados por el (desaparecido el 30 de noviembre de 2021) Gobernador General de organizaciones de la sociedad civil, colectivos laborales y asociaciones públicas en Barbados.
Los senadores ahora son nombrados por el Presidente de Barbados. De acuerdo con la Constitución de Barbados, 7 son elegidos a discreción exclusiva del presidente, 12 por consejo del primer ministro y 2 por consejo del líder de la oposición. En ausencia de un líder de la oposición, el presidente nombra 2 senadores adicionales, lo que eleva la cantidad total de independientes a 9. El Senado se reúne de 20 a 25 días al año. El mandato del Senado y de la Cámara de la Asamblea es de cinco años; ambas cámaras se disuelven antes de cada elección.